# Jan de Boer (2000)
Jan de Boer (* 20. května 2000) je nizozemský fotbalista, který k roku 2025 hraje jako brankář za norský klub Bryne FK.

## Klubová kariéra

### Groningen
Do Groningenu přišel v srpnu 2019. Odehrál zde tři sezóny.
V Eredivisii debutoval za Groningen dne 23. října 2022 v zápase proti PSV Eindhoven.

### VVV-Venlo
V červenci 2023 podepsal De Boer dvouletou smlouvu s klubem z Eerste Divisie, VVV-Venlo.

### Bryne
Dne 5. února 2025 podepsal de Boer dvouletou smlouvu s Bryne FK, týmem postupujícím do Eliteserien.